# Жнива (фільм)
Жнива (англ. The Reaping) — американський фільм жахів. Режисер Стівен Гопкінс.

## Сюжет
Головна героїня знаменита оригінальним хобі — розвіювати міфи. Придумавши собі нову розвагу, вона відправляється в маленьке, Богом забуте містечко в штаті Техас з наміром розвіяти його зловісну легенду. В процесі розслідування вона розуміє, що цього разу їй доведеться зіткнутися з чимось дійсно містичним. Жах, що панує в місті — це не небилиці вразливих мандрівників, а не що інше, як 10 страшних біблійних проклять…

## Касові збори
Під час показу в Україні, що розпочався 19 квітня 2007 року, протягом перших вихідних фільм зібрав $26 320 і посів 7 місце в кінопрокаті того тижня. Фільм опустився на десяту сходинку українського кінопрокату наступного тижня і зібрав за ті вихідні ще $1 946. Загалом фільм в кінопрокаті України пробув 2 тижні і зібрав $63,832, посівши 128 місце серед найбільш касових фільмів 2007 року.